# Cerro Chiguana
Cerro Chiguana är ett berg i Bolivia.   Det ligger i departementet Potosí, i den sydvästra delen av landet, 400 km sydväst om huvudstaden Sucre. Toppen på Cerro Chiguana är 5 262 meter över havet.
Terrängen runt Cerro Chiguana är huvudsakligen lite bergig. Cerro Chiguana är den högsta punkten i trakten. Trakten runt Cerro Chiguana är nära nog obefolkad, med mindre än två invånare per kvadratkilometer.. Det finns inga samhällen i närheten. 
Omgivningarna runt Cerro Chiguana är i huvudsak ett öppet busklandskap.